# لويس أنجيل غونزاليس ماكي
لويس أنجيل غونزاليس ماكي (بالإسبانية: Luis Ángel González Macchi)‏ (و. 1947 – م) هو سياسي، ومحام من باراغواي ولد في أسونسيون.
تولى منصب رئيس الباراغواي (1999-03-29–2003-08-15) .وهو عضو في حزب كولورادو .

## روابط خارجية
- لويس أنجيل غونزاليس ماكي على موقع الموسوعة البريطانية (الإنجليزية)
- لويس أنجيل غونزاليس ماكي على موقع مونزينجر (الألمانية)